# Confederación Sindical Latinoamericana
La Confederación Sindical Latinoamericana (CSLA), creada en 1929 y disuelta al crearse la CTAL en 1938. Creada tras las finalizar una convocatoria a un Congreso Constituyente por la Internacional Sindical Roja, del 18 al 26 de mayo de 1929, en Montevideo, Uruguay. Tras la cual se realiza también la Primera Conferencia Comunista Latinoamericana en Buenos Aires.
Además de representar a nivel continental a los trabajadores, ayudó e incentivó la formación de centrales obreras o la constitución de las ya existentes en centrales unitarias o únicas.
Otras centrales sindicales durante el periodo de existencia de la CSLA fueron:
- Central Obrera Panamericana (COPA 1918-1930).

- Datos: Q619506